# Tapilkajmy
Tapilkajmy (deutsch Tappelkeim) ist ein Ort in der polnischen Woiwodschaft Ermland-Masuren. Er gehört zur Gmina Bartoszyce (Landgemeinde Bartenstein) im Powiat Bartoszycki (Kreis Bartenstein (Ostpr.)).

## Geographische Lage
Tapilkajmy liegt neun Kilometer südlich der polnischen Staatsgrenze zur russischen Oblast Kaliningrad (Gebiet Königsberg (Preußen)) in der nördlichen Mitte der Woiwodschaft Ermland-Masuren, elf Kilometer südlich der einstigen und heute auf russischem Hoheitsgebiet gelegenen Kreisstadt Preußisch Eylau (russisch Bagrationowsk) bzw. zwölf Kilometer nordwestlich der heutigen Kreismetropole Bartoszyce (deutsch Bartenstein).

## Geschichte
1347 ist das Gründungsjahr des Dorfs Tapelkaym, das vor 1419 Doppelkeim und vor 1785 Groß Tappelkeim und schließlich Tappelkeim (ohne Zusatz) genannt wurde.
Im Jahre 1874 kam der Gutsbezirk Tappelkeim zum neu gebildeten Amtsbezirk Albrechtsdorf (polnisch Wojciechy) im ostpreußischen Kreis Preußisch Eylau. Das Dorf Tappelkeim zählte im Jahre 1910 insgesamt 91 Einwohner.
Am 30. September 1928 gab Tappelkeim seine Eigenständigkeit auf, als es sich mit dem Gutsbezirk Marguhnen (polnisch Merguny) und auch mit Waldenklave (aus dem Gutsbezirk Bandels (polnisch Bądle)) zur neuen Landgemeinde Bartelsdorf (polnisch Barciszewo) zusammenschloss.
Das gesamte südliche Ostpreußen wurde 1945 in Kriegsfolge an Polen überstellt. Tappelkeim erhielt die polnische Namensform „Tapilkajmy“ und ist heute eine Ortschaft innerhalb der Landgemeinde Bartoszyce (Bartenstein) im Powiat Bartoszycki (Kreis Bartenstein), von 1975 bis 1998 der Woiwodschaft Olsztyn, seither der Woiwodschaft Ermland-Masuren zugehörig. Im Jahre 2022 zählte Tapilkajmy 95 Einwohner.

## Kirche
Bis 1945 war Tappelkeim in die evangelische Kirche Albrechtsdorf (Ostpreußen) (polnisch Wojciechy) im Superintendenturbezirk Landsberg im Kirchenkreis Preußisch Eylau in der Kirchenprovinz Ostpreußen der Kirche der Altpreußischen Union, außerdem in die römisch-katholische Kirche Landsberg (polnisch Górowo Iławeckie) im damaligen Bistum Ermland eingepfarrt.
Heute gehört Tapilkajmy katholischerseits zur Kirche in Wojciechy (Albrechtsdorf) im jetzigen Erzbistum Ermland, evangelischerseits zur Kirchengemeinde in Bartoszyce (Bartenstein), einer Filialgemeinde der Johanneskirche Kętrzyn (Rastenburg) in der Diözese Masuren der Evangelisch-Augsburgischen Kirche in Polen.

## Verkehr
Tapilkajmy liegt an einer Nebenstraße, die die polnische Landesstraße 51 (frühere deutsche Reichsstraße 128) bei Bezledy (Beisleiden) mit der Woiwodschaftsstraße 512 bei Piasek (Sand) verbindet. Außerdem endet eine von Łojdy (Loyden) über Pilwa (Pillwen) kommende Nebenstraße in Tapilkajmy.
Eine Anbindung an den Bahnverkehr besteht nicht.